# 环丁烯
环丁烯是四个碳的环烯烃，分子式为C4H6。它目前没有实际用途，不过有研究兴趣。它是一种无色，易浓缩的气体。它现在的制备涉及了环丁醇的两步水解。  环丁烯首次制备是由铵盐 [C4H7NMe3]OH 的热分解而成。
环丁烯会异构化成 1,3-丁二烯。这个强烈放热反应是由于环张力导致的。以它对应的全氟化合物比较，六氟环丁烯不异构化成1,3-全氟丁二烯。